# الشعبات (جبلة)

تعديل مصدري - تعديل

الشعبات محلة تابعة لقرية منزل مسعود، التابعة لعزلة انامر اعلى بمديرية جبلة إحدى مديريات محافظة إب في الجمهورية اليمنية، بلغ تعداد سكانها 90 حسب تعداد اليمن لعام 2004.